# Marie-Reine Guindorf

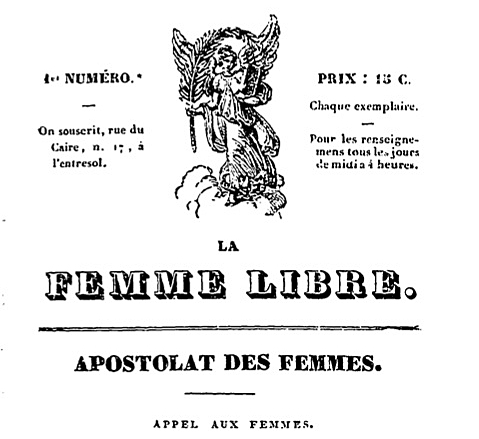
Titelbild von Nr. 1 der ersten Zeitung, die von Frauen gemacht und geschrieben wurde, 1832

Marie-Reine Guindorf (* 1812 in Paris; † Juni 1837 ebenda) war eine französische Feministin, Sozialistin und Mitherausgeberin der ersten feministischen Zeitschrift, die von Frauen geschrieben und gemacht wurde.

## Leben
Marie-Reine Guindorf war eine junge Wäschearbeiterin, als sie sich dem Saint-Simonismus anschloss. Sie schloss sich den Aktivistinnen um Claire Bazard an. Im August 1832 gründete sie zusammen mit Désirée Véret La Femme libre als Reaktion auf den von Barthélemy Prosper Enfantin verkündeten Ausschluss der Frauen von der Entscheidungsfindung unter den Saint-Simonisten. Mit der zweiten Ausgabe wird die Zeitschrift in L’Apostolat des femmes umbenannt.

„Cette publication n’est pas une spéculation, c’est une œuvre d’apostolat pour la liberté et l’association des femmes. Ayant senti profondément l’esclavage et la nullité qui pèsent sur notre sexe. Nous élevons la voix pour appeler les femmes à venir avec nous, réclamer la place que nous devons occuper dans le temple, dans l’état, et dans la famille. Notre but est l’association. Les femmes n’ayant eu jusqu’ici aucune organisation qui leur permit de se livrer à quelque chose de grand, n’ont pu s’occuper que de petites choses individuelles qui les ont laissées dans l’isolement. […] Nous sommes Saint-Simoniennes, et c’est précisément pour cela que nous n’avons pas cet esprit exclusif qui repousse tout ce qui n’est pas soi.“

„Diese Veröffentlichung ist keine Spekulation, sondern ein Werk des Glaubens an die Freiheit und die Gemeinschaft von Frauen, nachdem sie die Sklaverei und die Minderwertigkeit, die auf unserem Geschlecht lasten, tief gespürt haben. Wir erheben unsere Stimme, um die Frauen aufzurufen, mit uns zu kommen und den Platz einzufordern, den wir in der Kirche, im Staat und in der Familie einnehmen sollen. Unser Ziel ist der Zusammenschluss. Die Frauen, die bisher noch nicht über eine Organisation verfügten, die es ihnen ermöglichte, sich etwas Großem zu widmen, konnten sich nur mit kleinen individuellen Angelegenheiten beschäftigen, die sie in der Vereinzelung zurückließen. […] Wir sind Saint-Simonianerinnen, und genau deshalb haben wir keine ausgrenzende Haltung, die alles zurückweist, was man nicht selbst für richtig erachtet.“

Andere Frauen schließen sich ihnen an, wie Suzanne Voilquin, die ab der Nr. 6 Mitherausgeberin wird. Die Frauengruppe, die die Publikation unterstützte, schloss sich zu einem Verein zusammen und nannte sich La Femme Nouvelle. Guindorf, die sich immer mehr mit dem Fourierismus beschäftigte, verließ schließlich die Zeitung; sie überließ die Leitung Voilquin, die die Publikation fortsetzte und den Titel in La Tribune des femmes änderte.
Marie-Reine heiratete den jungen Saint-Simonisten Flichi, nachdem sie von einer von Émile Barrault geleiteten Mission im Mittelmeerraum zurückgekehrt war. 1835 bringt sie einen Jungen zur Welt, der aber bei einer Amme untergebracht wird. Ende 1836 wohnt Suzanne Voilquin sechs Wochen lang, bis zum 8. Januar 1837, in der Wohnung des jungen Paares in der Rue Montmorency in Paris. Voilquin stellt fest, dass ihre Freundin alles hat, um gut leben zu können: einen Ehemann, der sie liebt, einen 15 Monate alten Jungen und eine Wohnung, die der Großzügigkeit von Flichis Eltern zu verdanken ist, die eine unerwartete Erbschaft erhalten haben. Dennoch macht sich Voilquin Sorgen, weil der Sohn immer noch bei der Amme ist und Guindorf regelmäßig an den Treffen eines Anhängers von Charles Fourier teilnimmt, bei denen es um die praktische Umsetzung eines ersten Phalanstères geht. Voilquin hat ihre Freunde bereits verlassen, als Flichi verzweifelt zu ihr kommt, um nach Guindorf zu suchen, die verschwunden ist. Ihre Leiche wird am 1. Juli 1837 in der Seine an der Pont de Grenelle gefunden.